# Bastion de Malte
La tour de Malte (en italien : Torre di Malta) est une ancienne  tour de guet située près de Gizzeria dans la municipalité de Lamezia Terme, (province de Catanzaro en Calabre,.
Elle se distingue de la plupart des tours côtières qui parsèment les côtes de l'Italie du Sud, ancien royaume de Naples ou royaume des Deux-Siciles, par l'épaisseur des murs qui atteint quelques mètres et la rend adaptée à la défense contre les attaques avec armes à feu.

## Historique

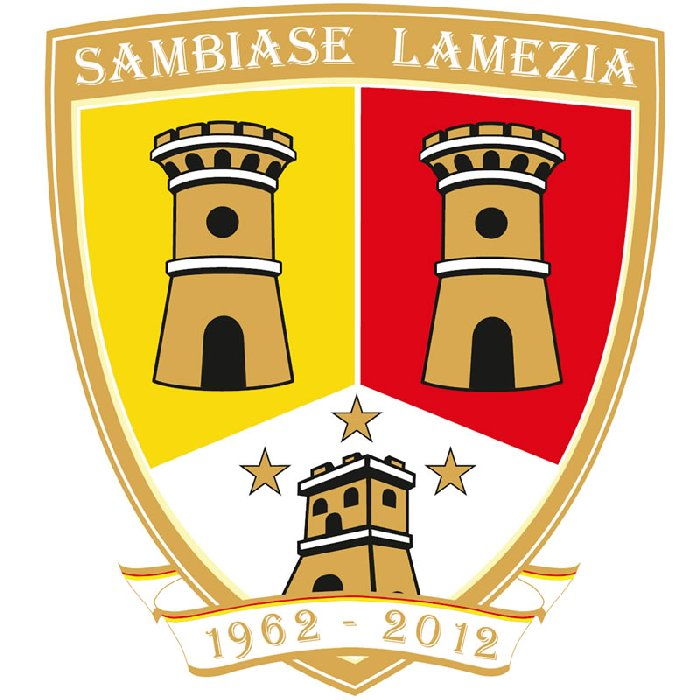
Logo de Lamenzia Terme.

La construction de la tour remonte à environ 1550, lorsque pour faire face aux incursions continues des corsaires barbaresques qui menaçaient la sécurité et le commerce des villes côtières, le vice-roi de Naples Don Pedro de Tolède, sur ordre de la couronne espagnole, imposa aux communautés le renforcement du système de défense côtière déjà existant. La forteresse puissante et isolée a été construite à la demande de Fabrizio Pignatelli, marquis de Cerchiara sur un projet élaboré par des ingénieurs militaires, assistés dans les travaux par le maître d'ouvrage lui-même.

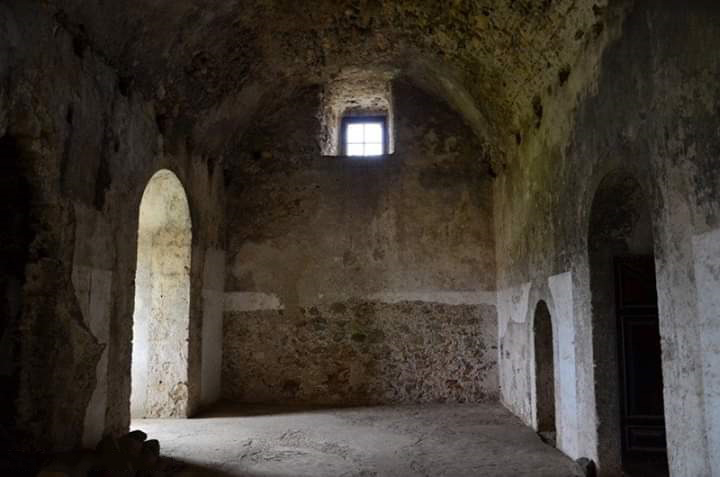
Intérieur du bastion.

La structure était située près du littoral, mais elle se trouve aujourd'hui plus loin, à environ 800 m du rivage, en raison des processus de sédimentation alluviale et des tentatives de reconquête d'une vaste zone marécageuse entreprises au XXe siècle, en gardant un débarcadère fluvial à l'embouchure de l'Angitola.
La tour représentait un avant-poste particulier pour défendre la zone côtière (entre Capo Suvero et la pointe de Safò), mais elle était surtout située à proximité d'une ancienne abbaye bénédictine Sant'Eufemia, dont les ruines imposantes ont été parfaitement restaurées et dont le site archéologique est ouvert au public, transmis au XVIe siècle à l'ordre de Saint-Jean de Jérusalem, qui à cette époque s'était installé sur l'île de Malte. Elle fut attribuée aux Hospitaliers qui étaient déjà propriétaires depuis le XIIe siècle d'un fief à proximité de Sant'Eufemia del Golfo (le bailliage capitulaire de Sant'Eufemia).

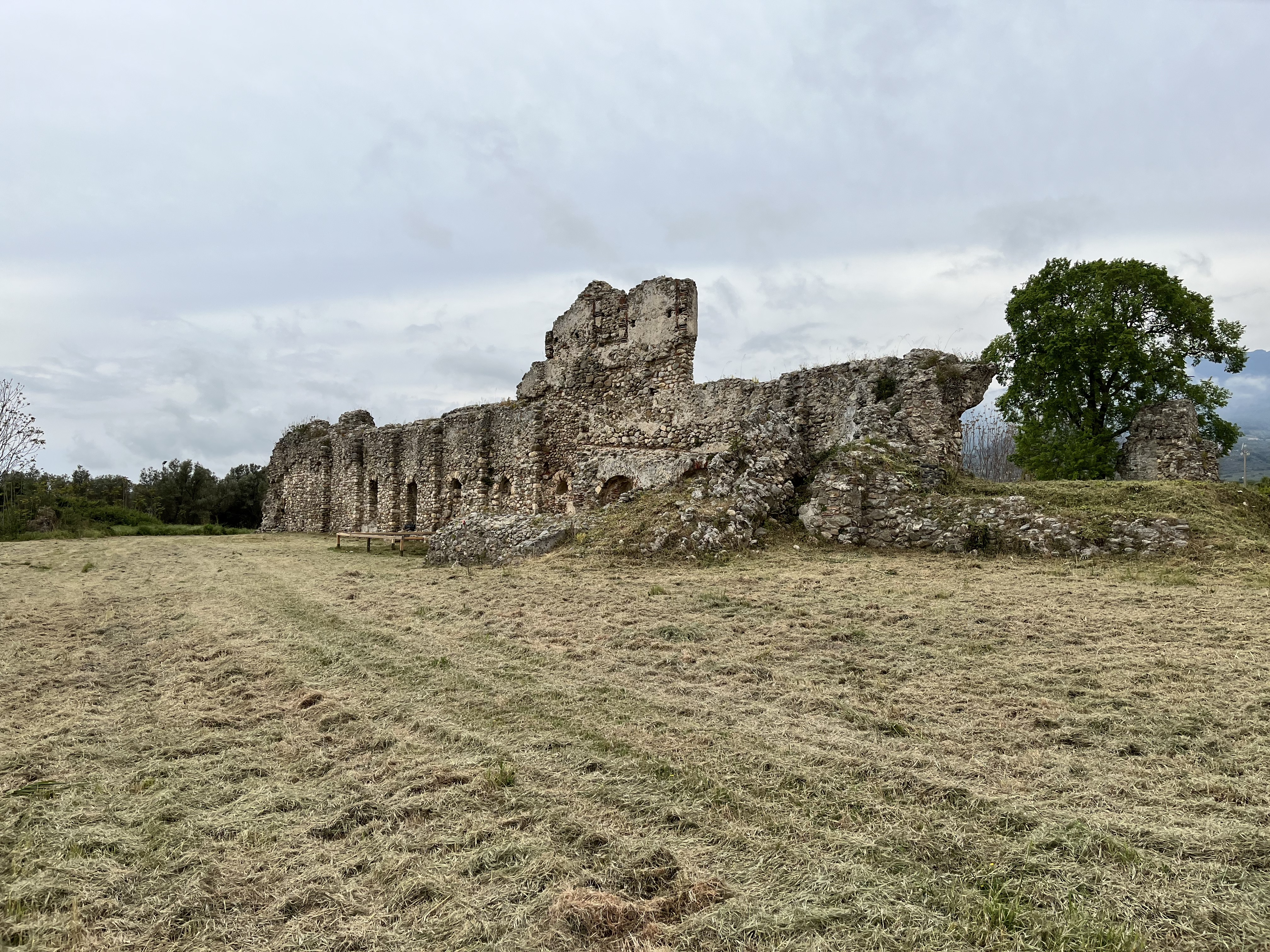
L'abbaye Sant'Eufemia.

La forteresse pouvait contenir un nombre considérable de soldats, de chevaux et de canons d'artillerie, de manière à pouvoir défendre l'abbaye et les propriétés annexes contre les incursions des corsaires barbaresques. Mais avec cette fonction d'avant-poste militaire, le bastion ne fut actif que quelques années ; en effet, le terrible tremblement de terre de 1638, qui détruisit presque entièrement l'abbaye, fut à l'origine du déclin de l'organisation administrative et militaire du Bailliage des Chevaliers de Malte et entraîna, par conséquent, un dépeuplement progressif du territoire. Le tremblement de terre de 1783 a également causé des dommages définitifs et irréparables à la structure de l'abbaye, qui ne présente aujourd'hui que des ruines éparses.
Avec la vente des biens ecclésiastiques imposée au royaume de Naples par Joseph Bonaparte en 1806, le bastion devint propriété privée.
À l'été 1943, en pleine Seconde Guerre mondiale, le Bastion de Malte remplit sa dernière fonction militaire avec la construction, par l'armée italienne, d'une position anti-aérienne sur la terrasse du fort.

## Description
Le bastion a une structure compacte en pyramide tronquée avec une base carrée, avec une tour carrée au-dessus : il est divisé intérieurement en quatre grandes salles à voûte en berceau.
À l'intérieur des créneaux et du parapet, une grande terrasse recouvre le bastion et sur laquelle se trouvent trois pièces de dimensions plus modestes.
Sur la porte d'entrée de la tour carrée de la façade est se trouvent les armoiries avec écu du Bailli de Sant'Eufemia, Fra Signorino Gattinara, qui dans l'inscription placée sur la façade du bâtiment, datée de 1634, s'attribue le mérite d'avoir équipé le bastion de machines de guerre. Les armoiries de la famille Gattinara comportent un aigle couronné aux ailes déployées, la croix de saint André et quatre lys.

## Actuellement

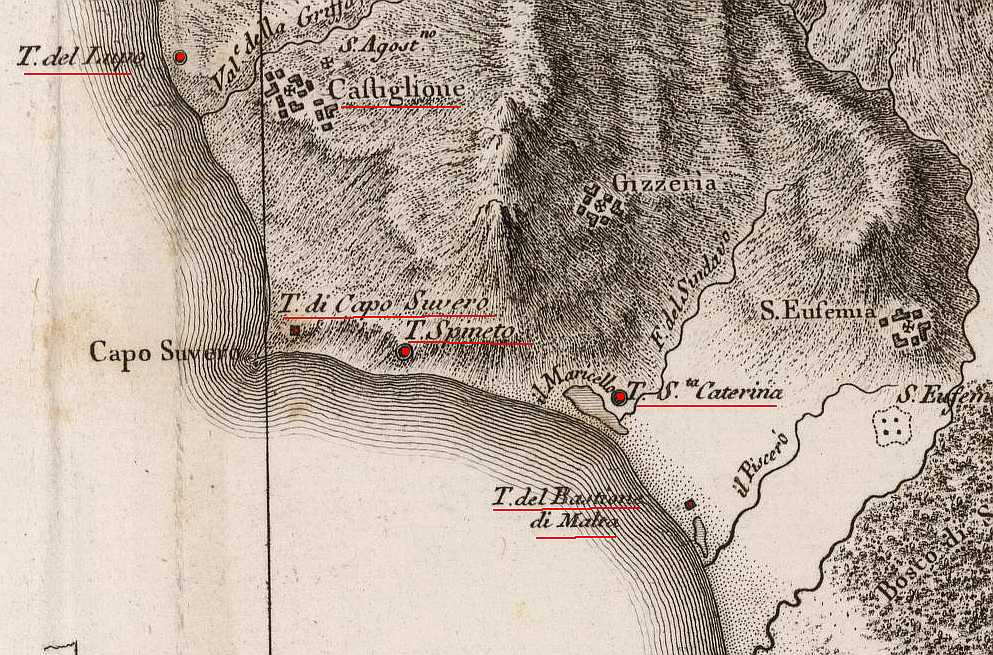
Atlas géographique du royaume de Naples, 1808.

Il est à noter qu'elle est dans un état de conservation complet contrairement à la plupart des tours côtières qui sont sous forme de ruines ou complètement détruites. L'état de conservation exceptionnel est dû à la solidité de la structure elle-même et aux travaux d'entretien des différents propriétaires.
Le Bastion de Malte, résidence du bailli de Sant'Eufemia, se trouve aujourd'hui à environ 800 m du rivage, mais lors de sa construction, au XVIe siècle, il se reflétait probablement dans le bassin de l'ancien port de la Marina de Santa Eufémia.
Le Bastion de Malte apparaît sous une forme stylisée, à la fois dans les armoiries de la ville de Lamezia Terme, peintes par le peintre Giorgio Pinna, et dans le logo des principales équipes de football de la ville de Lamezia.
Jusqu'à il y a quelques décennies, elle appartenait encore à des intérêts privés.
Avec le décret no 109 du 9 novembre 2007, la Surintendance BAAS de Calabre a décrété que : « Le bien appelé Bastione di Malta est déclaré d'un intérêt particulièrement important et est donc soumis à toutes les dispositions de protection contenues dans le Code du patrimoine culturel », établissant une restriction indirecte sur les terrains environnants, pour protéger le bien culturel protégé.